# Manual de redação

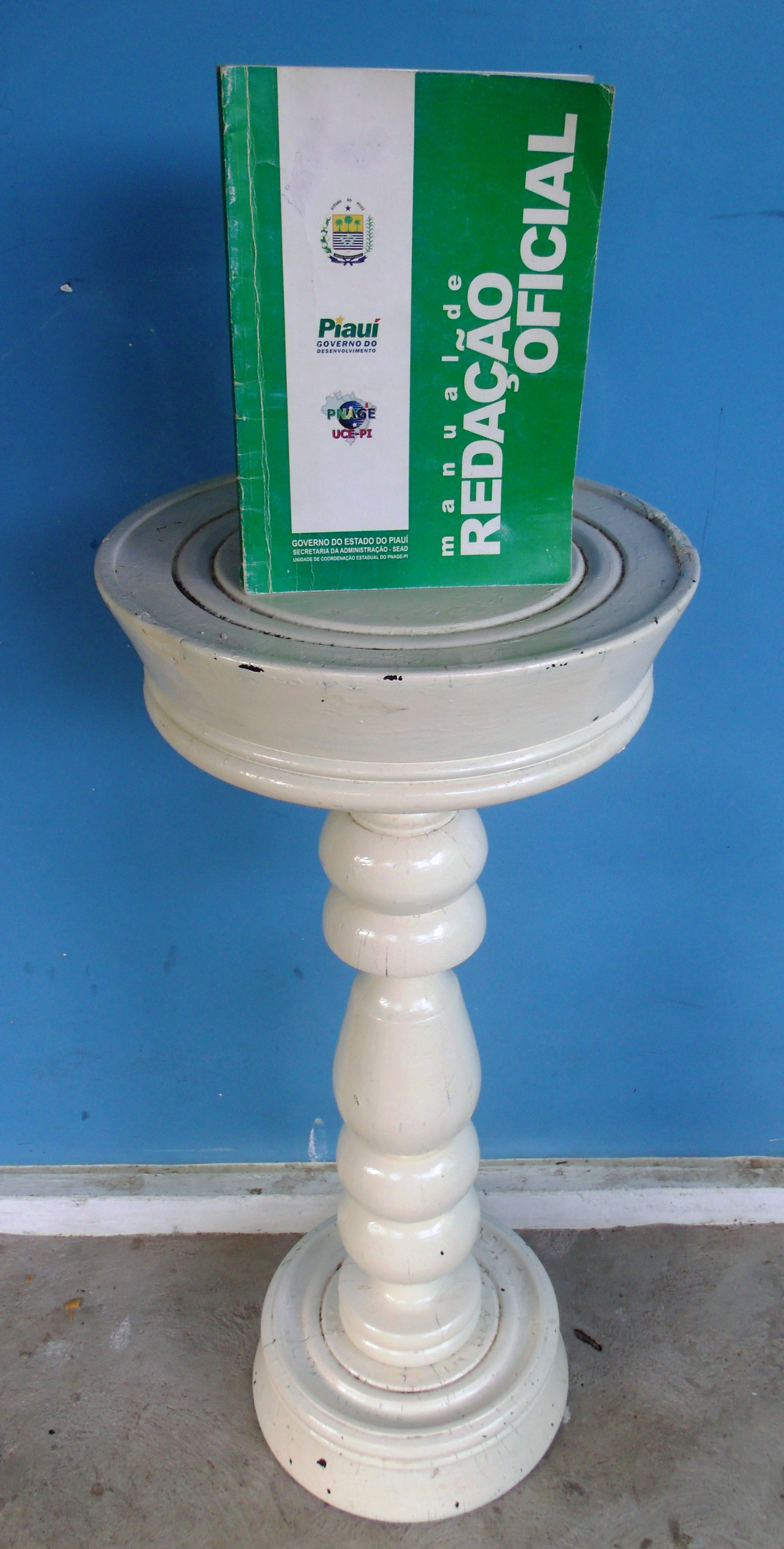
Manual de Redação Oficial do Governo do Estado do Piauí.

Um manual de redação, livro de estilo ou manual de estilo é um guia de regras de estilo e padronização de um veículo de comunicação.
Há ainda os manuais oficiais de redação publicados por governos e órgãos públicos para apresentar as regras que norteiam a escrita dos atos oficiais emitidos, entre os quais se evidencia o Manual de Redação da Presidência da República, do Brasil.